# Apolipoproteína E
La apolipoproteína E (Apo E), es una molécula de la familia de apolipoproteínas y la principal apoliproteínas de los quilomicrones. Tiene afinidad por un receptor específico que se encuentra en los hepatocitos y otras células del organismo. El defecto en la producción de Apo E causa un trastorno lipídico llamado disbetalipoproteinemia, en el que la se eleva considerablemente la concentración de colesterol y triglicéridos en sangre. La Apo E es codificada por un gen que se encuentra en el cromosoma 19.

## Características
La apolipoproteína E es una proteína con 299 aminoácidos de largo y transporta lipoproteínas, vitaminas liposolubles y colesterol hacia el sistema linfático y luego a la sangre. Es sintetizada principalmente en el hígado, aunque se ha encontrado también en otros tejidos, como el cerebro, riñón y el bazo. En el sistema nervioso, los tipos de células que no son neuronas, mayormente los astrocitos y la microglía, son los principales productores de APOE, mientras que muchas neuronas tienden a expresar los receptores de la APOE. De esos receptores, hasta ahora se han identificado siete de ellos entre mamíferos, los cuales son parte de una familia de genes de receptores de lipoproteínas de baja densidad y están muy conservadas evolutivamente.

## Genética
El gen de la APOE, cuyas siglas tienen letras en minúsculas, ApoE, está localizado en el cromosoma 19, en un aglomerado con la apolipoproteína C1 y la apolipoproteína C2. El gen ApoE consta de cuatro exones y tres intrones, con un total de 3597 pares de bases. Alteraciones en este gen se consideran un importante factor de riesgo en el desarrollo de los casos esporádicos de enfermedad de Alzheimer. 
El gen es pleomórfico, con tres alelos principales, ApoE2, ApoE3 y ApoE4, que traducen tres isoformas de la proteína: una proteína ApoE-ε3 normal, ApoE-ε2 y ApoE-ε4 disfuncionales. Estas isoformas difieren una de la otra solo por un aminoácido sustituido en las posiciones 112 y 158, sin embargo tienen consecuencias fisiológicas profundas.
- E2 se asocia con un desorden genético llamado hiperlipoproteinemia tipo III, así como con un aumento o una disminución del riesgo de ateroesclerosis.

- E4 está implicada con ateroesclerosis, la enfermedad de Alzheimer y desarrollo cognitivo inadecuado.

La sustitución de una cisteina por una arginina en la posición 130 (Cys130Arg) de la apolipoproteína E, se ha asociado a Enfermedad de Alzheimer debida a la isoforma E4. Esta variante además se ha relacionado con un incremento de proteína C reactiva (PCR), así como a variación en los niveles de diversos marcadores lipídicos, como LDL colesterol y colesterol total en la población de Cerdeña.
ApoE es uno de los genes diana del receptor X del hígado, un receptor nuclear que juega un papel en la regulación del metabolismo de colesterol, ácidos grasos y la homeostasis de la glucosa.

## Función
APOE es esencial para el catabolismo de las lipoproteínas ricas en triglicéridos. Por ello, las APOE han sido reconocidas por su importancia en el metabolismo de las lipoproteínas y su papel en la enfermedad cardiovascular. Recientemente se ha estado estudiado a las APOE en diversos procesos biológicos no asociados al transporte de las lipoproteínas, incluyendo la enfermedad de Alzheimer, las rutas de regulación inmunológicas y en la cognición. Los neonatos con lesiones y/o defectos cerebrales quienes también tienen anormalidades en el gen ApoE, pueden tener un mayor riesgo de parálisis cerebral. Los defectos en la APOE resultan en una disbetalipoproteinemia familiar o hiperlipoproteinemia tipo III, en el que la incapacidad de eliminar adecuadamente a los quilomicrones, VLDL y remanentes de la LDL, causan un incremento continuo de colesterol y triglicéridos en sangre.

## Enfermedad de Alzheimer
La APOE-ε4 ha estado involucrada en una mayor sensibilidad a contraer la enfermedad de Alzheimer. Un 40-65% de los pacientes con Alzheimer tienen al menos una copia del alelo 4, aunque hay otros factores involucrados ya que al menos una tercera parte de los pacientes con Alzheimer son ApoE4 negativos y algunas personas que tienen los dos alelos en un estado homocigoto y no desarrollan la enfermedad de Alzheimer. Otro gen, el GAB2, puede tener algún rol en el riesgo de contraer Alzheimer. Hay evidencias de que el tener los dos alelos confiera protección en contra del Alzheimer
De modo que el genotipo de mayor riesgo para desarrollar la enfermedad de Alzheimer y a una temprana edad es la ApoE 4,4.  El genotipo ApoE 3,4 está a un elevado riesgo, mas no tan alto como los homocigotos para la ApoE 4. El genotipo ApoE 3,3 está considerado como un riesgo normal, es decir, ni mayor ni menor que la población control. El genotipo ApoE 2,3 es considerado protector, es decir confiere un menor riesgo de contraer Alzheimer. Es interesante de notar que aquellos con una copia del alelo 2 y del alelo 4, es decir, ApoE 2,4 tienen un riesgo igual a los del ApoE 3,3 o similar al resto de la población.

## Longevidad
En estudios de GWAS se han identificado muchas variantes genéticas, pero el único locus que ha mostrado resultados significativos en múltiples estudios es la apolipoproteina E. En el contexto de la longevidad, ApoE es probablemente la proteína más investigada.
En investigaciones realizadas en personas de avanzada edad (nonagenarios y centenarios) se ha mostrado que la variante ApoE ε4, cuyo gen es promotor de ateroesclerosis prematura y está asociado a EA, está asociada a una menor longevidad. Por otra parte, la frecuencia de ApoE ε2, asociada a los tipos III y IV de hiperlipidemia se encuentra aumentada de forma significativa en personas longevas. Sobre la base de estos resultados se ha sugerido que ApoE ε4 está relacionada con la mortalidad precoz y ApoE ε2 con la longevidad. Es de especial interés el genotipo ApoE ε2 y ε3, ya que están asociados a un menor riesgo de padecer enfermedades cardiovasculares y además se encuentran presentes en el 30% de los pacientes centenarios y en el 23% de los nonagenarios. En ciertas poblaciones danesas húngaras (Transilvania) y españolas (Tierra de Campos y costa levantina) los portadores de este genotipo tienen esperanzas de vida que superan 20 años las de sus vecinos.